# Mendez Mamata
Mendez Mamata ist eine Ortschaft im Departamento Cochabamba im südamerikanischen Andenstaat Bolivien.

## Lage im Nahraum
Mendez Mamata ist der größte Ort im Cantón Huasa Rancho des Municipios Tarata in der Provinz Esteban Arce und liegt auf der 490 km² großen fruchtbaren Hochebene des Valle Alto. Die Ortschaft liegt auf einer Höhe von 2792 m an der Quebrada Kotami.

## Geographie
Mendez Mamata liegt im Übergangsbereich zwischen der Anden-Gebirgskette der Cordillera Central und dem bolivianischen Tiefland. Die mittlere Durchschnittstemperatur der Region liegt bei etwa 18 °C (siehe Klimadiagramm Cochabamba) und schwankt nur unwesentlich zwischen 14 °C im Juni/Juli und 20 °C im Oktober/November. Der Jahresniederschlag beträgt nur rund 450 mm, bei einer ausgeprägten Trockenzeit von Mai bis September mit Monatsniederschlägen unter 10 mm, und einer Feuchtezeit von Dezember bis Februar mit 90 bis 120 mm Monatsniederschlag.

## Verkehrsnetz
Mendez Mamata liegt in einer Entfernung von 40 Straßenkilometern südöstlich von Cochabamba, der Hauptstadt des gleichnamigen Departamentos.
Von Cochabamba führt die asphaltierte Nationalstraße Ruta 7 in südöstlicher Richtung 18 Kilometer bis zum Staudamm von La Angostura, von dort eine unbefestigte Landstraße weitere 18 Kilometer weiter nach Süden bis Tarata. Von dort sind es noch einmal vier Kilometer in südöstlicher Richtung bis Mendez Mamata.

## Bevölkerung
Die Einwohnerzahl der Ortschaft ist in dem Jahrzehnt zwischen den beiden letzten Volkszählungen auf etwa die Hälfte zurückgegangen:
| Jahr | Einwohner         | Quelle       |
| ---- | ----------------- | ------------ |
| 1992 | keine Detaildaten | Volkszählung |
| 2001 | 514               | Volkszählung |
| 2012 | 282               | Volkszählung |
| 2024 |                   | Volkszählung |

Die Region weist einen hohen Anteil an Quechua-Bevölkerung auf, im Municipio Tarata sprechen 91,7 Prozent der Bevölkerung Quechua.